# 仲座健太
仲座 健太（なかざ けんた、1976年4月2日 -）は、日本のローカルタレント､漫才師。主に沖縄県を中心に活動。沖縄県南風原町字喜屋武出身。南風原高校卒業、九州共立大学中退。FECオフィス所属。
お笑いコンビ「ハンサム」として活動中。護得久栄昇のブレーンとして知られておりプロデュース能力も高く評価されている。また初代「琉神マブヤー」でハブデービルを演じる等、お笑いの舞台のみならずTV、ラジオ、映画CMにも多数出演中。所属する沖縄のお笑い団体『演芸集団FEC』では団長として、多くの芸人を引っぱって行く存在。

## ラジオ番組
- 『リポーズアフターアワーズ』（FM沖縄） (月～金・18:45～20:00) 2013年3月まで
- 『U COOL LAB』（FM沖縄） (水・木・18:00～19:55) 2013年4月から2017年12月まで
- 『護得久栄昇アワー』（RBCiラジオ） (木・23:00～24:00) 2018年4月から

## テレビ番組
- 『ゆがふぅふぅ』（OTV）(月・19:00 - 19:30)
- 『テンペスト』（BSプレミアム）(日・午後6時45分～)
- 『ハルサーエイカー』（OTV）2011年10月15日～2012年1月7日
- 『ハルサーエイカー2』（OTV）
- 『新春!oh笑い O-1グランプリ』（OTV）2013年度グランプリ優勝
- 『スピードワゴンの月曜The NIGHT』（2018年8月20日、AbemaTV）

## 舞台
- 「基地を笑え! お笑い米軍基地」
- 「FEC定期公演お笑い劇場」
- 「お笑い育児ライブ」  他

## CM
- オリオンスペシャルx

## これまでの出演歴

### TV
- 「琉神マブヤー」(RBC)「ハブデービル役」（2008年10月4日～12月27日）
- 「ジョートーTV」(RBC)
- 「爆笑!Cランチ」(RBC)
- 「oh!笑いけんさんぴん」（OTV）
- 「ディキヤーズ」（OTV）
- 「オキナワノコワイハナシ」(RBC)
- 「泡盛の女王」(RBC)
- 「ニービチビデオ大賞2004」（RBC）
- 「うーまくー道場」（OTV）
- 「iあい～笑いの大きなWa～」（スカイパーフェクTV）
- 「笑ON（おもしろ調査隊内コーナー）」(OCN)
- 「初笑い!かりゆし王国」(RBC)
- 「情報コンビニ龍の髭」(RBC)
- 「Okinawan情報コンビニ」(RBC)
- 『がんじゅうタイム』（各局）

### ラジオ
- 「いとあやし」（RBC）
- 「OKINAWAN HEAT!ハンサムの七三メガネな水曜日」(RBC)
- 「只今ペット中～ハンサムのアニマルクイズ～」(RBC)
- 「RAD－io」（FM沖縄）
- 「MカップFEC～ハンサム男前センター～」(RBC)  他

### 映画
- 「やぎの冒険」  他

### 舞台
- 「基地を笑え!お笑い米軍基地2」
- 戦後60年企画「基地を笑え!お笑い米軍基地」（沖縄・東京公演）
- 演芸集団FEC旗揚げ記念公演（年1回）
- 「FEC定期公演お笑い劇場」
- 「～FECネタ見せライブ～Fライブ!」
- 「ハンサム単独ライブVol.1～仲座健太ディナーショー～」
- 「お笑い県営団地」
- 「喜劇ガン告知」
- 「ゴミ捨て山で逢いましょう」
- 「大部屋ダイヤモンド」（東京）
- 「M-1グランプリ」(東京)
- 「演芸集団FEC旗揚げ記念公演」

### CM
- 「OTV飲酒運転防止キャンペーン」TV-CM
- 「タイガー産業」TV-CM
- 「NETBOX」TV-CM
- 「デジタルカメラプリント機じゃぷり」TV-CM
- 「A＆Wビッガーバーガー」TV-CM
- 「かっぱ亭」TV-CM
- 「呑者家」TV-CMナレーション
- 「ひが家具」TV-CM
- 『中城モール』TV-CM
- 「データMAX」TV-CM
- 「国民年金」TV-CM
- 「OCN野球全中継」TV-CMナレーション
- 「KBCデザイン学校（IDA）」TV-CM   他

### 執筆
- 「ドリッチ FECのコンマー入ります」（リレー連載）

### イベント
- 「あぎじゃび商店」
- JUSCO各店、サンエー各店
- 那覇市ぶんかテンブス館常設公演
- 粟国村・島おこし活性化事業
- 大里村各老人クラブ他（5回公演）
- 渡名喜村生活習慣病予防、    他多数
- イベント「やんばる国頭村エコツーリズム」
- イベント復帰30周年イベント「全国エイサー道ジュネー」
- イベント「国頭村祭り」
- イベント「辺野喜ダム祭り」
- イベント「名護祭り」
- イベント「オクマビーチリゾートカウントダウン」